# 隠岐観光

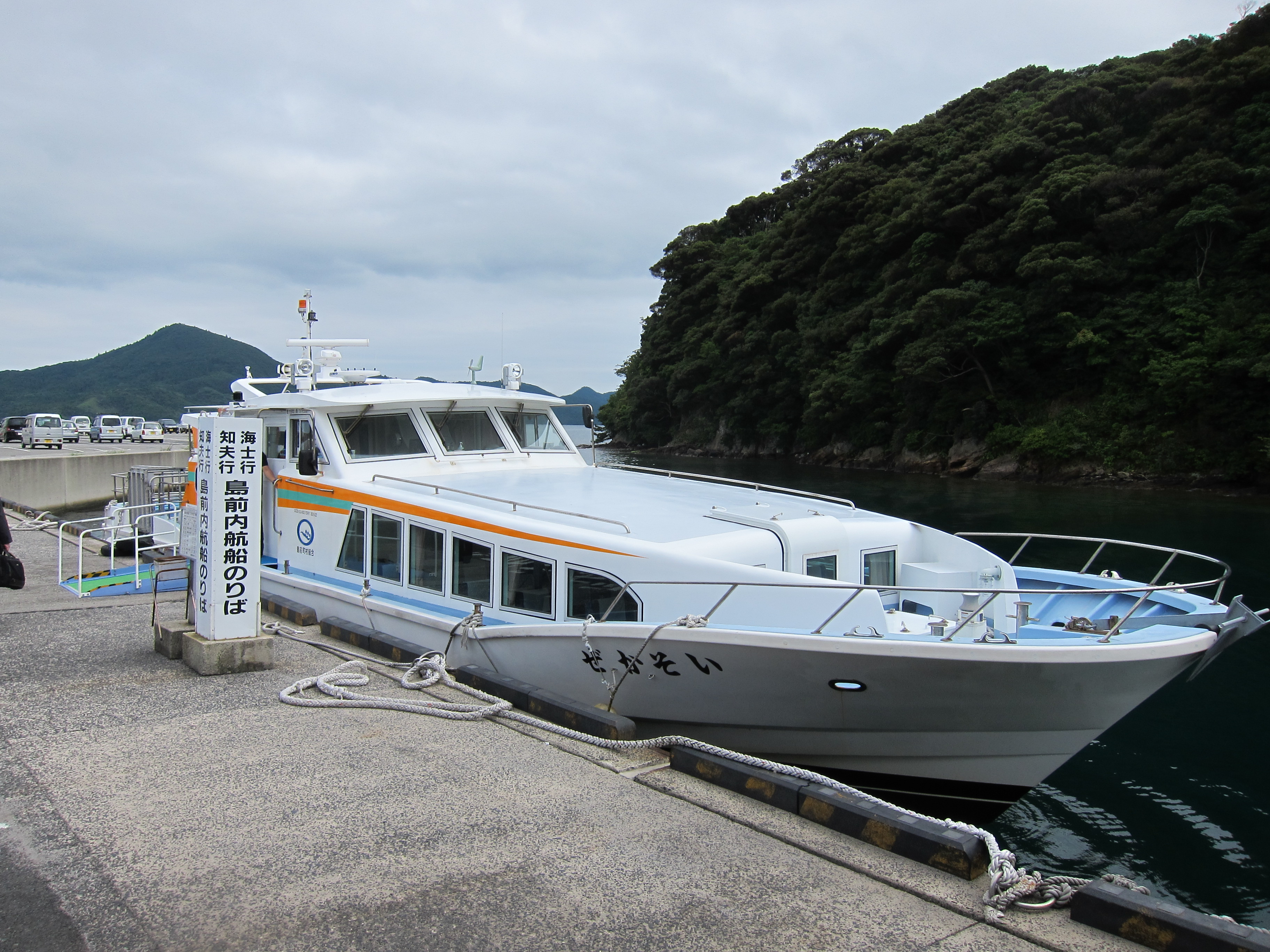
隠岐観光の高速船いそかぜ。別府港にて

隠岐観光株式会社（おきかんこう）は、島根県隠岐郡西ノ島町に本社を置く海運及びバス・観光事業を営む日本の企業。

## 島前内航船
島前内航船（どうぜんないこうせん）は、隠岐観光が島前地域の有人3島（西ノ島・中ノ島・知夫里島）の内海を結ぶ航路。別府港（西ノ島）と菱浦港（中ノ島）、そして来居港（知夫里島）を三角を描くように結んでいる。かつては来居から古海港（知夫里島）と波止港（西ノ島）を経て浦郷港（西ノ島）までを結ぶ路線も就航していたが、2005年に西ノ島大橋が開通した影響もあり2010年3月に廃止された。
本土及び島後（隠岐の島町）と島前間の航路を運営している隠岐汽船と業務提携し、西ノ島の名勝・国賀海岸との周遊券セットを発売している。

### 船舶
以下の2隻体制。両船とも2003年4月1日に就航したバリアフリー対応船である。
フェリー 「どうぜん」
- 材質：鋼
- 総トン数：約199 t
- 全長：44.70m
- 全幅：9.60m
- 航海走力：13 kt
- 定員：約100名
- 建造：興亜産業

内航船 「いそかぜII」
- 材質：FRP
- 総トン数：約19 t
- 全長：17.64m
- 全幅：4.30m
- 航海走力：28 kt
- 定員：約70名

### 過去の船舶
- 第三十向島丸[1] (フェリー)

1969年12月竣工、1984年5月1日就航、神原造船建造、もと向島運航(買船)、引退後、唐津土建工業に売船
169.36総トン、全長32.20m、型幅9.60m、型深さ2.19m、ディーゼル1基、機関出力360ps、航海速力8.70ノット、旅客定員153名
- びんご[3] (フェリー)

1980年3月竣工、神原造船建造、もと備後商船(買船)
199.49総トン、全長37.80m、型幅8.50m、型深さ2.94m、ディーゼル1基、機関出力800ps、航海速力10.5ノット、旅客定員142名
- いそかぜ (貨客船)

## 観光事業
西ノ島沿岸を航行する遊覧船と島内の名所を回る観光バス事業を行っている。

### 遊覧船
浦郷港を発着するAコースと別府港を発着するBコースの2コースで就航。

### 観光バス
浦郷を発着するコースと別府発・浦郷着の2コースがある。別府発のコースで黒木御所碧風館へ立ち寄る以外は両コースとも赤尾展望台から通天橋、または摩天崖を経て由良比女神社に至る。